# Жихарев, Сергей Степанович
Сергей Степанович Жихарев (1830 или 1834 — 1899) — сенатор, тайный советник.

## Биография
Происходил из дворян Тамбовской губернии (в его владении было 500 десятин земли). Родился, по разным сведениям, в 1830 или 1834 году.
Окончил в 1851 году Императорское училище правоведения. В 1858 году был произведён в чин коллежского секретаря и избран членом Тамбовского комитета для составления проекта положения по предмету устройства быта помещичьих крестьян по Козловскому уезду; с 1861 года — титулярный советник, мировой посредник 5-го участка. 
С 19 апреля 1872 года — действительный статский советник. Служил прокурором Саратовской судебной палаты. В 1877 году произведён в чин тайного советника и с 15 декабря 1877 года назначен сенатором присутствовать в Уголовном кассационном департаменте.
В 1869 году награждён орденом Св. Анны 2-й степени, в 1875 — орденом Св. Станислава 1-й степени, в 1877 — орденом Св. Анны 1-й степени.
В 1884—1892 гг. был губернским гласным Козловского уезда, в 1887—1899 гг. — членом уездного съезда, почётный мировой судья.
Был женат на дочери К. К. Данзаса Софии Карловне (04.11.1841—25.04.1873). Их дети: Степан (1861—1930); Ольга (1862—1919), в замужестве Вейсберг; Александр (1864—1919); Сергей (1870—1914); Ипполит (?—1918); Николай (1872—1918).
Умер 18 (30) августа 1899 года.